# Luis Morán Sánchez
Luis Morán Sánchez (Luanco, 26 luglio 1987) è un calciatore spagnolo, attaccante o centrocampista del Colunga.